# Holyrood (Kansas)
Holyrood es una ciudad ubicada en el condado de Ellsworth en el estado estadounidense de Kansas. En el año 2010 tenía una población de 447 habitantes y una densidad poblacional de 447 personas por km².

## Geografía
Holyrood se encuentra ubicada en las coordenadas 38°35′15″N 98°24′43″O / 38.58750, -98.41194 (38.587543, -98.412050).

## Demografía
Según la Oficina del Censo en 2000 los ingresos medios por hogar en la localidad eran de $31,354 y los ingresos medios por familia eran $37,417. Los hombres tenían unos ingresos medios de $30,125 frente a los $23,625 para las mujeres. La renta per cápita para la localidad era de $15,272. Alrededor del 10.9% de la población estaban por debajo del umbral de pobreza.